# Roberto I da Escócia
Roberto I (gaélico moderno: Raibeart I; Kirkoswald, 11 de julho de 1274 – Cardross, 7 de junho de 1329), conhecido popularmente como Roberto, o Bruce (em gaélico moderno: Raibeart am Brusach ou Raibeart Brus), foi Rei dos Escoceses de 1306 até sua morte em 1329. Durante a Primeira Guerra de Independência da Escócia contra a Inglaterra, Roberto liderou o país, lutando com sucesso para restaurar a Escócia como um reino independente. É considerado um herói nacional na Escócia.
Roberto era tetraneto do rei David I, e seu avô, Roberto de Brus, 5º Senhor de Annandale, foi um dos pretendentes ao trono escocês durante a disputa conhecida como a "Grande Causa". Como Conde de Carrick, Roberto apoiou a reivindicação de sua família ao trono escocês e participou da revolta de William Wallace contra Eduardo I da Inglaterra. Em 1298, foi nomeado Guardião da Escócia ao lado de seu principal rival ao trono, João III Comyn, Senhor de Badenoch, e do bispo William Lamberton, de St. Andrews. Porém, ele renunciou ao cargo em 1300 devido a conflitos com Comyn e à possível restauração iminente de João Balliol ao trono escocês. Após se submeter a Eduardo I em 1302 e retornar à "paz do rei", Roberto herdou a reivindicação de sua família ao trono escocês com a morte de seu pai. O envolvimento de Roberto no assassinato de João Comyn, em fevereiro de 1306, resultou em sua excomunhão pelo Papa Clemente V. No entanto, ele recebeu absolvição de Roberto Wishart, bispo de Glasgow. Rapidamente, Roberto tomou o trono para si e foi coroado rei dos escoceses em 25 de março de 1306. As forças de Eduardo I derrotaram Roberto na Batalha de Methven, forçando-o a se esconder. Em 1307, ele reapareceu, derrotou um exército inglês em Loudoun Hill e iniciou uma bem-sucedida guerra de guerrilha contra os ingleses.  
Roberto derrotou outros opositores, destruiu suas fortalezas e devastou suas terras. Em 1309, realizou seu primeiro parlamento. Entre 1310 e 1314, uma série de vitórias militares deu a ele o controle de grande parte da Escócia. Na histórica Batalha de Bannockburn, em 1314, Roberto derrotou um exército inglês muito maior, liderado por Eduardo II, consolidando a restauração da independência escocesa. Após essa vitória, os exércitos de Roberto passaram a realizar ataques devastadores no norte da Inglaterra. Ele também expandiu a guerra, enviando tropas para invadir a Irlanda e pedindo que os irlandeses se rebelassem contra Eduardo II.  
Apesar da vitória em Bannockburn e da conquista do último reduto inglês em Berwick, em 1318, Eduardo II se recusou a renunciar ao domínio sobre a Escócia. Em 1320, a nobreza escocesa enviou a Declaração de Arbroath ao Papa João XXII, proclamando Roberto como legítimo monarca e afirmando a independência da Escócia. Em 1324, o Papa reconheceu Roberto I como rei de uma Escócia independente. Em 1326, foi renovada a aliança franco-escocesa pelo Tratado de Corbeil. Em 1327, Eduardo II foi deposto pelos ingleses em favor de seu filho, Eduardo III. A paz entre Escócia e Inglaterra foi estabelecida pelo Tratado de Edimburgo–Northampton, em 1328, pelo qual Eduardo III renunciou a todas as reivindicações de soberania sobre a Escócia.  
Roberto I morreu em junho de 1329 e foi sucedido por seu filho, David II. Seu corpo está sepultado na Abadia de Dunfermline, enquanto seu coração foi sepultado na Abadia de Melrose, e seus órgãos internos foram embalsamados e colocados na Igreja de São Serf, em Dumbarton.

## Primeiros anos de vida (1274–1292)

### Nascimento

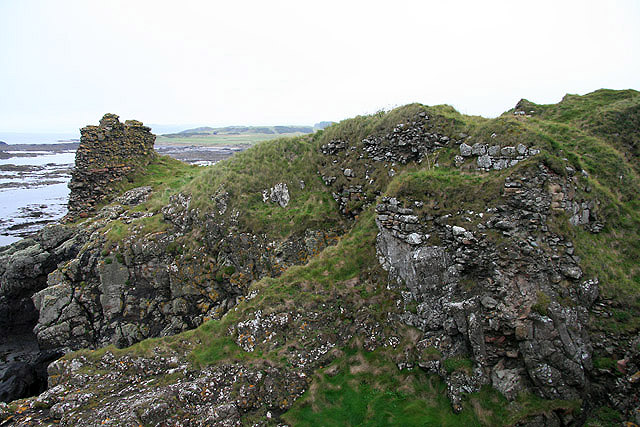
Ruínas do Castelo de Turnberry, provável local de nascimento de Roberto

Roberto, o Bruce, nasceu em 11 de julho de 1274. Embora o local exato de seu nascimento seja incerto, acredita-se que tenha sido no Castelo de Turnberry, em Ayrshire, o principal feudo do condado de sua mãe. Há também especulações de que ele possa ter nascido em Lochmaben, em Dumfriesshire, ou em Writtle, em Essex.
A família de Bruce tinha uma longa história na Escócia. Roberto de Brus, 1º Senhor de Annandale, o primeiro da linhagem Bruce (de Brus), se estabeleceu na Escócia durante o reinado do rei David I e recebeu o Senhorio de Annandale em 1124.
O futuro rei era o filho mais velho entre os dez filhos de Roberto de Brus, 6º Senhor de Annandale, e Marjorie, Condessa de Carrick. Por parte de sua mãe, Roberto herdou o Condado de Carrick. Por parte de seu pai, herdou o Senhorio de Annandale e uma linhagem real que remontava ao rei David I, o que lhe dava direito de reivindicar o trono escocês.  
Além de Annandale, os Bruce possuíam terras em Aberdeenshire e Dundee, bem como extensas propriedades na Inglaterra (em Cumberland, County Durham, Essex, Middlesex, Northumberland e Yorkshire) e em Antrim, na Irlanda.

### Infância
Pouco se sabe sobre a juventude de Roberto, o Bruce. Ele provavelmente cresceu em meio a uma mistura de culturas: a cultura anglo-normanda do norte da Inglaterra e sudeste da Escócia, e a cultura gaélica do sudoeste da Escócia e da maior parte do território ao norte do Rio Forth. Annandale, onde passou parte de sua infância, era uma região profundamente feudalizada, onde se falava uma forma de inglês médio do norte que mais tarde evoluiria para o idioma escocês. Por outro lado, Carrick, de onde sua mãe vinha, fazia parte histórica de Galloway, e sua sociedade permanecia predominantemente celta e falante de gaélico no final do século XIII.
Roberto provavelmente tornou-se trilíngue ainda na infância. Ele teria aprendido a falar, ler e possivelmente escrever no idioma anglo-normando, usado pela nobreza escoto-normanda e por parte de sua própria família. Além disso, falava o gaélico de Carrick, região onde nasceu, e também o idioma escocês da época. Como herdeiro de grandes propriedades e homem religioso, ele também recebeu educação básica em latim, a língua usada em liturgias, orações e documentos legais. Essa formação permitiu que Roberto e seus irmãos tivessem acesso a ensinamentos sobre direito, política, história, filosofia, escritura sagrada e histórias cavaleirescas.
O cronista Barbour relata que, em 1306, Roberto recitou de memória histórias de um romance do século XII sobre Carlos Magno, chamado Fierabras, além de compartilhar relatos históricos, como a resistência de Aníbal contra Roma.
Como rei, Roberto encomendou poemas que celebravam a vitória em Bannockburn e os feitos militares de seus súditos. Cronistas contemporâneos, como Jean Le Bel e Thomas Grey, mencionaram que leram uma história sobre o reinado de Roberto, supostamente escrita sob sua encomenda. Em seus últimos anos, Roberto pagou por tutores dominicanos para instruir seu filho, Davi, e adquiriu livros para sua educação. Um documento parlamentar de cerca de 1364 afirma que Roberto "lia continuamente, ou mandava que lessem para ele, histórias de antigos reis e príncipes, aprendendo com elas aspectos importantes para seu próprio governo".
Os tutores de Roberto e seus irmãos provavelmente eram clérigos ou frades ligados às igrejas apoiadas por sua família. No entanto, atividades ao ar livre e eventos grandiosos também desempenharam um papel importante em sua formação. Como jovens nobres, eles foram educados em equitação, manejo da espada, justas, caça e etiqueta cortesã, incluindo vestuário, protocolo, discurso, música e dança. Muitas dessas habilidades, ligadas ao código de cavalaria, teriam sido ensinadas por cavaleiros experientes, provavelmente membros do séquito de seu avô, Roberto de Brus, conhecido como "o Nobre".
Roberto e sua família viviam entre os castelos de suas terras: o Castelo de Lochmaben, principal sede de Annandale, e os castelos de Turnberry e Loch Doon, no condado de Carrick. Um aspecto significativo da infância de Roberto e de seus irmãos foi a prática gaélica de serem criados por famílias aliadas, uma tradição comum em Carrick, no sudoeste da Escócia, nas Hébridas e na Irlanda. Essa influência gaélica pode explicar a afinidade de Roberto com táticas de guerra conhecidas como "hobelar", que usavam pequenos pôneis resistentes em ataques montados, e com o poder naval, utilizando barcos a remo (birlinns).
Quando Roberto e seu irmão Eduardo atingiram a idade de doze anos, é provável que tenham começado o treinamento para se tornarem cavaleiros. Eles possivelmente passaram um período com famílias nobres aliadas na Inglaterra, como os de Clares, de Gloucester, ou até na corte real inglesa. De acordo com Sir Thomas Grey, em 1292, Roberto, então com dezoito anos, era descrito como um "jovem bacharel na Câmara do Rei Eduardo".
A primeira menção de Roberto na história ocorre em uma lista de testemunhas de uma carta emitida por Alexander Og MacDonald, Senhor de Islay, onde ele aparece ao lado de figuras importantes, como o Bispo de Argyll e outros notários gaélicos. Aos dezesseis anos, quando Margarida, a Donzela da Noruega, morreu em 1290, Roberto já estava sendo preparado para entrar no cenário político, representando os interesses dinásticos de sua família e provavelmente já havia sido armado cavaleiro.

## A "Grande Causa"
Em 1292, a mãe de Roberto, o Bruce, faleceu. Em novembro do mesmo ano, o rei Eduardo I da Inglaterra, agindo em nome dos Guardiões da Escócia e no contexto da Grande Questão (disputa sobre a sucessão ao trono escocês), concedeu a coroa da Escócia a John Balliol, primo de primeiro grau do avô de Roberto.
Pouco tempo depois, Roberto de Brus, 5º Senhor de Annandale (avô de Roberto, o Bruce), renunciou ao seu senhorio de Annandale e transferiu sua reivindicação ao trono escocês para seu filho. Essa declaração foi retroativamente datada para 7 de novembro. Por sua vez, esse filho, Roberto de Brus, 6º Senhor de Annandale (pai de Roberto, o Bruce), renunciou ao Condado de Carrick em favor de seu filho mais velho, Roberto, o futuro rei. A estratégia visava proteger a reivindicação dos Bruce ao trono, enquanto o "senhor intermediário" (pai de Roberto) mantinha apenas as terras da família na Inglaterra.
Embora a tentativa dos Bruce de conquistar o trono tenha fracassado, a vitória dos Balliol impulsionou Roberto, o Bruce, então com 18 anos, ao cenário político como uma figura de destaque.

## Conde de Carrick (1292–1306)

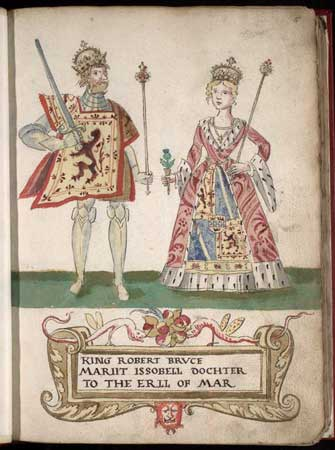
Roberto, o Bruce com sua primeira esposa, Isabel de Mar, 1562

Mesmo após a ascensão de John Balliol ao trono escocês, o rei Eduardo I da Inglaterra continuou a afirmar sua autoridade sobre a Escócia, o que rapidamente deteriorou as relações entre os dois monarcas. A família Bruce apoiou Eduardo contra John e seus aliados, os Comyn. Tanto Roberto, o Bruce, quanto seu pai consideravam John um usurpador.
Um dos primeiros atritos surgiu quando Eduardo, desconsiderando as objeções escocesas, decidiu aceitar apelações de casos julgados pelo tribunal dos Guardiões, que havia governado a Escócia durante o período de interregno. A situação piorou quando Eduardo exigiu que John comparecesse pessoalmente ao Parlamento inglês para responder a uma acusação no caso de Macduff, filho de Malcolm, Conde de Fife. Embora o rei escocês tenha obedecido, a situação chegou ao limite quando Eduardo exigiu que os nobres escoceses fornecessem tropas para sua guerra contra a França. Essa exigência foi inaceitável para os escoceses, que responderam formando uma aliança com a França.
O conselho dominado pelos Comyn, agindo em nome do rei John, convocou o exército escocês para se reunir em Caddonlee em 11 de março. No entanto, os Bruce, juntamente com os condes de Angus e March, recusaram a convocação. A família Bruce então retirou-se temporariamente da Escócia, enquanto os Comyn tomaram suas propriedades em Annandale e Carrick, transferindo-as para John Comyn, Conde de Buchan.
Eduardo I garantiu um refúgio seguro para os Bruce, nomeando o Senhor de Annandale para o comando do Castelo de Carlisle em outubro de 1295. Por volta do início de 1296, Roberto casou-se com sua primeira esposa, Isabel de Mar, filha de Domhnall I, Conde de Mar. Infelizmente, Isabel faleceu pouco tempo depois, possivelmente durante ou logo após o nascimento de sua única filha, Margarida de Bruce.

### Início das Guerras de Independência
Um dos primeiros golpes da guerra entre Escócia e Inglaterra foi um ataque direto contra os Bruce. Em 26 de março de 1296, na segunda-feira de Páscoa, sete condes escoceses realizaram um ataque surpresa à cidade murada de Carlisle. Esse ataque não foi tanto contra a Inglaterra, mas sim uma investida do Conde de Buchan, da facção Comyn, contra seus inimigos da família Bruce. Na época, tanto o pai quanto o avô de Robert Bruce haviam sido governadores do Castelo de Carlisle, que, após a perda de Annandale para os Comyns em 1295, tornou-se a residência principal da família Bruce. Robert, portanto, teria adquirido um conhecimento prático das defesas da cidade. Curiosamente, anos depois, em 1315, seria Robert, agora rei, quem lideraria um cerco à cidade respondeu à aliança do rei João da Escócia com a França e ao ataque a Carlisle invadindo a Escócia no final de março de 1296. Ele tomou a cidade de Berwick com um ataque brutal e sangrento, aproveitando as frágeis paliçadas de defesa. A resistência escocesa foi esmagada na Batalha de Dunbar. Eduardo depôs o rei João, o aprisionou na Torre de Londres, e colocou ingleses para governar a Escócia. Apesar do sucesso inicial, a vitória inglesa seria temporária.
Embora os Bruce já tivessem recuperado Annandale e Carrick, em agosto de 1296, Robert Bruce, Senhor de Annandale, e seu filho, Robert Bruce, Conde de Carrick e futuro rei, estavam entre os mais de 1500 escoceses em Berwick que juraram fidelidade ao rei Eduardo I da Inglaterra. Quando a revolta escocesa contra Eduardo I começou, em julho decontentes, liderado por James Stewart, 5º Alto Mordomo da Escócia, e incluindo Robert Wishart, Bispo de Glasgow, e o jovem Robert Bruce, uniu-se à rebelião. Com apenas 22 anos, Robert parecia agir de forma independente de seu pai, que não partivolta e procurou refúgio seguro em Carlisle. É provável que Robert tenha sido influenciado pelos amigos de seu avô, como Wishart e Stewart, que o inspiraram a resistir.
Ao reunir os cavaleiros de suas terras ancestrais em Annandale, Robert, segundo o cronista ingde Guisborough, declarou:  
| “ | Ninguém odeia sua própria carne e sangue, e eu não sou uma exceção. Devo me unir ao meu próprio povo e à nação na qual nasci. Peço que venham comigo e sejam meus conselheiros e companheiros leais. | ” |

Apesar de cartas urgentes ordenando que Bruce apoiasse o comandante de Eduardo, John de Warenne, 6º Conntinuou a apoiar a rebelião. Sua liderança foi tão notável que, em uma carta de Hugh Cressingham para Eduardo, ele afirmou que capturar Bruce e outros líderes escoceses poderia encerrar a resistência. Em 7 de julho de 1297, Bruce e seus aliados negociaram um acordo chamado Capitulação de Irvine. Nele, os lordes escoceses foos pela violência recente em troca de jurarem lealdade a Eduardo, com a condição de que não fossem obrigados a servir fora do país contra sua vontade.
Quando o rei Eduardo retornou à Inglaterra após sua vitória na Batalha de Falkirk, as posses de Bruce foram excluídas dos senhorios e terras que Edward atribuiu a seus vassalos. A razão para isso é incerta, embora Fordun registre Robert lutando por Edward, em Falkirk, sob o comando de Antony Bek, bispo de Durham, Annandale e Carrick. Esta participação é contestada, pois nenhum Bruce aparece na lista de nobres de Falkirk presentes no exército inglês, e dois antiquários do século XIX, Alexander Murison e George Chalmers, sugerindo que Bruce, na verdade, queimou propriedades em Annandale e destruiu o Castelo de Ayr para impedir sua ocupação pelos ingleses.

## Guardião

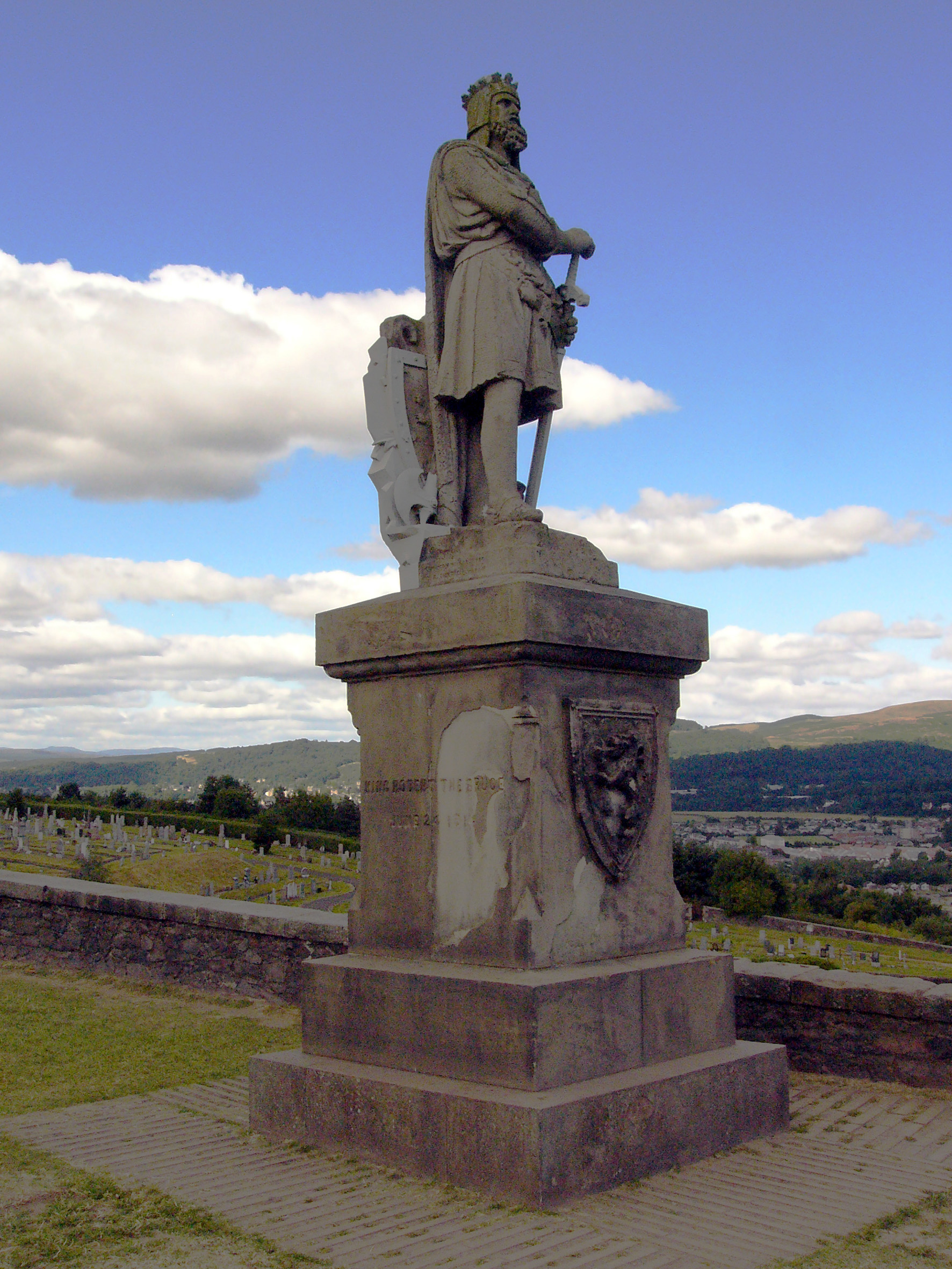
Estátua de Roberto de Bruce perto do Castelo de Stirling

Após sua derrota na Batalha de Falkirk, William Wallace renunciou ao cargo de Guardião da Escócia. Ele foi sucedido por Robert Bruce e John Comyn como guardiões conjuntos, mas as desavenças pessoais entre os dois impediram que trabalhassem em harmonia. Comyn, sobrinho e apoiador do rei João e alguém com uma séria reivindicação ao trono escocês, era inimigo de Bruce. Em 1299, William Lamberton, Bispo de St. Andrews, foi nomeado como um terceiro Guardião neutro para tentar manter a ordem entre os dois.
No ano seguinte, Bruce finalmente renunciou ao cargo de Guardião conjunto e foi substituído por Sir Gilbert de Umfraville, Conde de Angus. Em maio de 1301, Umfraville, Comyn e Lamberton também renunciaram como Guardiões conjuntos, sendo substituídos por Sir John de Soules como Guardião único. Soules foi escolhido, em grande parte, por não pertencer nem ao lado dos Bruce nem ao dos Comyn, além de ser considerado um patriota. Ele foi um Guardião ativo, fazendo esforços renovados para restaurar o rei João ao trono escocês.
Em julho de 1301, o rei Eduardo I lançou sua sexta campanha na Escócia. Apesar de capturar os castelos de Bothwell e Turnberry, ele não conseguiu enfraquecer significativamente a capacidade de luta dos escoceses. Em janeiro de 1302, Eduardo concordou com uma trégua de nove meses. Foi por volta dessa época que Robert Bruce submeteu-se a Eduardo, junto com outros nobres, mesmo tendo apoiado os escoceses até então. Havia rumores de que John Balliol retornaria para reassumir o trono escocês. Soules, que provavelmente fora nomeado por Balliol, apoiava seu retorno, assim como a maioria dos outros nobres. Contudo, esses rumores não se concretizaram, e nada aconteceu a respeito.
Em março de 1302, Bruce enviou uma carta aos monges da Abadia de Melrose pedindo desculpas por ter convocado os arrendatários dos monges para servirem em seu exército sem uma convocação nacional. Ele prometeu que, dali em diante, "nunca mais" exigiria esse serviço, a menos que fosse para o "exército comum de todo o reino", destinado à defesa nacional.
Nesse mesmo ano, Bruce casou-se com sua segunda esposa, Elizabeth de Burgh, filha de Richard de Burgh, 2º Conde de Ulster, em Writtle, perto de Chelmsford, em Essex. Elizabeth tinha cerca de 13 anos, enquanto Bruce estava com 28. Com Elizabeth, ele teve quatro filhos: David II, John (que morreu na infância), Matilda (que se casou com Thomas Isaac e faleceu em Aberdeen, em 20 de julho de 1353) e Margaret (que se casou com William de Moravia, 5º Conde de Sutherland, em 1345).
Em 1303, Eduardo I invadiu novamente a Escócia, chegando a Edimburgo e, em seguida, marchando até Perth. Ele permaneceu em Perth até julho, depois passou por Dundee, Brechin e Montrose, até chegar a Aberdeen, em agosto. De lá, marchou pelo Moray até Badenoch, antes de retornar ao sul, para Dunfermline. Com o país agora subjugado, todos os líderes escoceses, exceto William Wallace, se renderam a Eduardo em fevereiro de 1304. John Comyn, que já havia retomado o cargo de Guardião, também se submeteu ao rei inglês. Ficou decidido que as leis e liberdades da Escócia permaneceriam como eram nos tempos de Alexandre III, e qualquer alteração seria feita com o consentimento de Eduardo e o conselho dos nobres escoceses.
No dia 11 de junho de 1304, Bruce e William Lamberton firmaram um pacto, comprometendo-se a uma "amizade e aliança contra todos os homens". Caso algum deles quebrasse o acordo, teria que pagar ao outro a soma de dez mil libras. Esse pacto é frequentemente interpretado como um sinal de patriotismo, apesar de ambos já terem se rendido aos ingleses. Homens nobres e burgueses prestaram nova homenagem a Eduardo, e um parlamento foi realizado para eleger representantes que se reuniriam posteriormente com o parlamento inglês para estabelecer regras para o governo da Escócia. O Conde de Richmond, sobrinho de Eduardo, foi nomeado para liderar o governo subordinado da Escócia. Durante esse período, William Wallace foi finalmente capturado perto de Glasgow e, em 23 de agosto de 1305, foi enforcado, esquartejado e decapitado em Londres.
Em setembro de 1305, Eduardo ordenou que Robert Bruce colocasse seu castelo em Kildrummy "sob os cuidados de um homem de confiança", sugerindo que o rei inglês desconfiava de Bruce e suspeitava que ele poderia estar conspirando contra ele. No entanto, uma frase idêntica aparece em um acordo entre Eduardo e seu tenente e amigo de longa data, Aymer de Valence, o que indica que a expressão pode ter sido uma formalidade. Outra demonstração da desconfiança de Eduardo ocorreu em 10 de outubro de 1305, quando ele revogou a concessão das terras de Sir Gilbert de Umfraville para Bruce, feita apenas seis meses antes.
Como Conde de Carrick e agora 7º Senhor de Annandale, Bruce possuía vastas propriedades na Escócia, algumas terras na Inglaterra e mantinha uma forte reivindicação ao trono escocês.

## Morte de João III Comyn

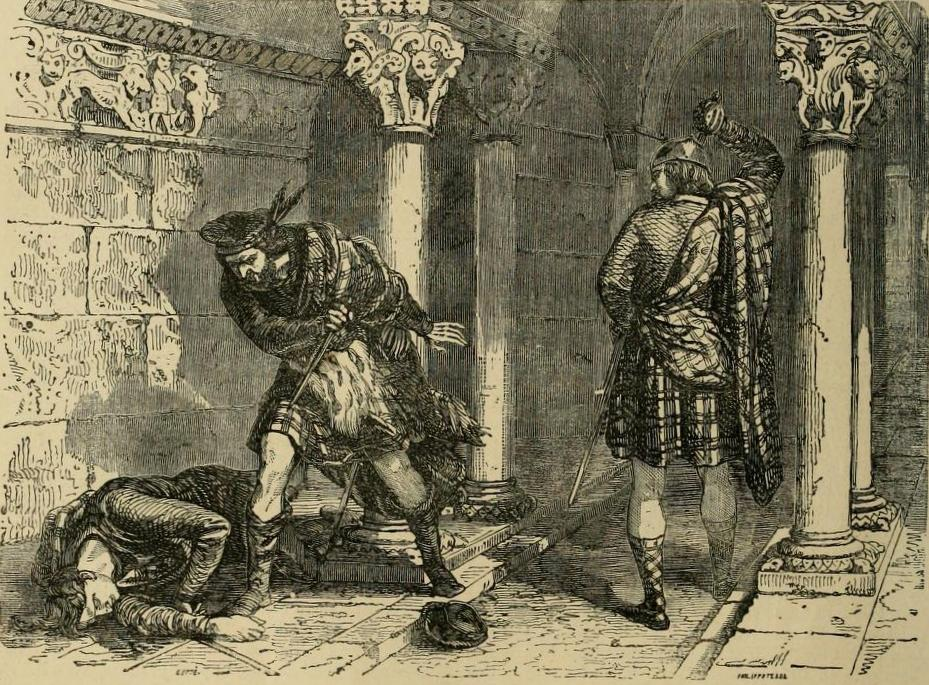
O assassinato de John Comyn na Igreja Greyfriars em Dumfries, conforme imaginado por Félix Philippoteaux, um ilustrador do século XIX

Bruce, como toda sua família, acreditava plenamente em seu direito ao trono. Sua ambição foi ainda mais frustrada por João III Comyn, que apoiava John Balliol. Comyn era o nobre mais poderoso da Escócia na época e estava relacionado a muitos outros nobres influentes, tanto na Escócia quanto na Inglaterra, incluindo parentes que ocupavam os condados de Buchan, Mar, Ross, Fife, Angus, Dunbar e Strathearn; os senhorios de Kilbride, Kirkintilloch, Lenzie, Bedrule e Scraesburgh; e as sheriffias de Banff, Dingwall, Wigtown e Aberdeen. Comyn também tinha uma forte reivindicação ao trono escocês devido à sua descendência de Donald III pelo lado paterno e de David I pelo lado materno. Comyn era sobrinho de John Balliol.
De acordo com Barbour e Fordoun, no final do verão de 1305, em um acordo secreto jurado, assinado e selado, João Comyn concordou em renunciar ao seu direito ao trono escocês em favor de Roberto, em troca das terras de Bruce na Escócia, caso um levante liderado por Bruce acontecesse. Não se sabe se os detalhes do acordo com Comyn estão corretos ou não, mas o rei Eduardo decidiu prender Bruce enquanto ele ainda estava na corte inglesa. Ralph de Monthermer soube da intenção de Eduardo e avisou Bruce, enviando-lhe doze pence e um par de esporas. Bruce entendeu o recado, e ele e um escudeiro fugiram da corte inglesa durante a noite, seguindo rapidamente para a Escócia.
De acordo com Barbour, Comyn traiu seu acordo com Bruce ao contar ao rei Eduardo, e quando Bruce marcou um encontro com Comyn no dia 10 de fevereiro de 1306 na Capela do Monastério de Greyfriars, em Dumfries, para acusá-lo de traição, eles se enfrentaram. Bruce apunhalou Comyn diante do altar-mor. O Scotichronicon relata que, ao saber que Comyn havia sobrevivido ao ataque e estava sendo tratado, dois apoiadores de Bruce, Roger de Kirkpatrick (que disse "I mak siccar", ou "Eu me certifico") e John Lindsay, retornaram à igreja e terminaram o que Bruce havia começado. No entanto, Barbour não menciona essa história. Já o Flores Historiarum, escrito por volta de 1307, afirma que Bruce e Comyn discutiram, e Bruce sacou sua espada, golpeando Comyn na cabeça. Os apoiadores de Bruce então correram e apunhalaram Comyn com suas espadas. Bruce reafirmou seu direito ao trono escocês e iniciou sua campanha pela independência da Escócia com o uso da força.
Bruce e seu grupo então atacaram o Castelo de Dumfries, onde a guarnição inglesa se rendeu. Bruce apressou-se de Dumfries a Glasgow, onde seu amigo e apoiador, o bispo Robert Wishart, lhe concedeu a absolvição e, em seguida, ordenou ao clero de todo o país que se unisse a Bruce. No entanto, Bruce foi excomungado por esse crime.

## Começo do reinado (1306–1314)

### Guerra de Roberto, o Bruce

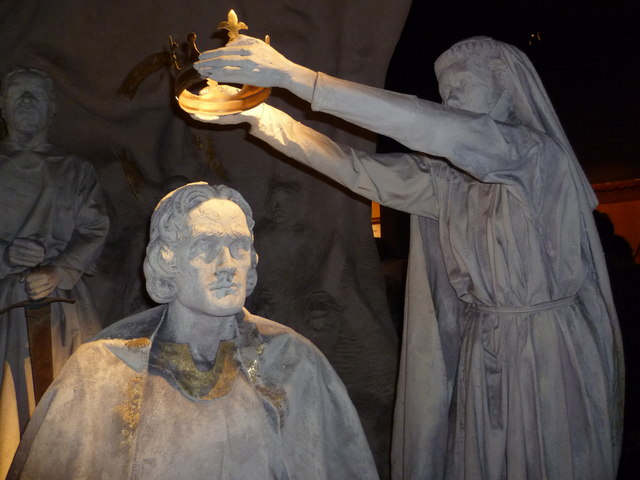
Coroação de Bruce, cena do Castelo de Edimburgo

Seis semanas após a morte de Comyn em Dumfries, Bruce foi coroado Rei da Escócia pelo Bispo William de Lamberton em Scone, perto de Perth, no Domingo de Ramos, 25 de março de 1306, com toda a formalidade e solenidade. As vestes reais que Robert Wishart havia escondido dos ingleses foram trazidas pelo bispo e colocadas sobre o Rei Robert. Os bispos de Moray e Glasgow estavam presentes, assim como os condes de Atholl, Menteith, Lennox e Mar. O grande estandarte dos reis da Escócia foi colocado atrás do trono de Bruce.
Edward I marchou novamente para o norte na primavera de 1306. Em seu caminho, ele concedeu as terras escocesas de Bruce e seus seguidores aos seus próprios súditos e publicou um decreto excomungando Bruce. Em junho, Bruce foi derrotado na Batalha de Methven. Sua esposa e filhas, além de outras mulheres do grupo, foram enviadas para Kildrummy em agosto sob a proteção do irmão de Bruce, Neil Bruce, e do Conde de Atholl, com a maioria dos seus homens restantes. Bruce fugiu com um pequeno grupo dos seus homens mais fiéis, incluindo Sir James Douglas, Gilbert Hay, os irmãos de Bruce, Thomas, Alexander e Edward, bem como Sir Neil Campbell e o Conde de Lennox.
Uma força comandada por Eduardo, Príncipe de Gales, capturou o Castelo de Kildrummy em 13 de setembro de 1306, fazendo prisioneiro o irmão mais novo do rei, Nigel de Bruce, assim como Robert Boyd, Alexander Lindsay e Sir Simon Fraser. Boyd conseguiu escapar, mas tanto Nigel de Bruce quanto Lindsay foram executados logo após, em Berwick, por ordem do rei Eduardo I, que determinou a execução de todos os seguidores de Bruce. Fraser foi levado a Londres para sofrer o mesmo destino. Pouco antes da queda do Castelo de Kildrummy, o Conde de Atholl fez uma tentativa desesperada de capturar a rainha Isabel de Burgh, Margarida de Bruce, as irmãs do rei Roberto e Isabella de Fife. Elas foram traídas alguns dias depois e também caíram nas mãos dos ingleses. Atholl foi executado em Londres, e as mulheres foram mantidas sob as condições mais duras possíveis.
Não se sabe ao certo onde Bruce passou o inverno de 1306–1307. É mais provável que tenha ficado nas Hébridas, possivelmente abrigado por Christina das Ilhas. Ela era casada com um membro da família Mar, à qual Bruce estava relacionado (não só sua primeira esposa era dessa família, mas também o irmão dela, Gartnait, era casado com uma irmã de Bruce). A Irlanda também é uma possibilidade considerável, e as Órcades (sob domínio norueguês na época) ou a Noruega propriamente dita (onde sua irmã Isabel Bruce era rainha viúva) são improváveis, mas não impossíveis.
Bruce e seus seguidores retornaram ao continente escocês em fevereiro de 1307, divididos em dois grupos. Um, liderado por Bruce e seu irmão Edward, desembarcou no Castelo de Turnberry e iniciou uma guerra de guerrilha no sudoeste da Escócia. O outro, comandado pelos irmãos Thomas e Alexander, desembarcou um pouco mais ao sul, em Loch Ryan, mas logo foi capturado e executado. Em abril, Bruce obteve uma pequena vitória sobre os ingleses na Batalha de Glen Trool, antes de derrotar Aymer de Valence, 2º Conde de Pembroke, na Batalha de Loudoun Hill. Ao mesmo tempo, James Douglas fez sua primeira incursão a favor de Bruce no sudoeste da Escócia, atacando e queimando seu próprio castelo em Douglasdale. Deixando seu irmão Edward no comando em Galloway, Bruce viajou para o norte, capturando os castelos de Inverlochy e de Urquhart, queimando o Castelo de Inverness e Nairn até o chão, e, sem sucesso, ameaçando Elgin. Em 7 de julho de 1307, o rei Eduardo I morreu, deixando Bruce enfrentando o filho do rei, Eduardo II.
Transferindo suas operações para Aberdeenshire no final de 1307, Bruce ameaçou Banff antes de cair gravemente doente, provavelmente devido às dificuldades da longa campanha. Após se recuperar, deixando João Comyn, 3º Conde de Buchan, ainda não derrotado em sua retaguarda, Bruce voltou para o oeste e tomou os castelos de Balvenie e Duffus, e depois o Castelo de Tarradale, na Ilha Negra. Seguindo pela região de Inverness e fazendo uma segunda tentativa frustrada de tomar Elgin, Bruce finalmente obteve sua grande vitória sobre Comyn na Batalha de Inverurie em maio de 1308; em seguida, ele invadiu Buchan e derrotou a guarnição inglesa em Aberdeen. O Harrying of Buchan em 1308 foi ordenado por Bruce para garantir que todo o apoio da família Comyn fosse extinto. Buchan tinha uma população muito grande, pois era a capital agrícola do norte da Escócia, e grande parte de sua população ainda era leal à família Comyn, mesmo após a derrota do Conde de Buchan.
A maioria dos castelos dos Comyn em Moray, Aberdeen e Buchan foi destruída, e seus habitantes, mortos. Em menos de um ano, Bruce varreu o norte da Escócia e destruiu o poder dos Comyn, que haviam exercido poder real no norte por quase 100 anos. Como esse sucesso dramático foi alcançado, especialmente a conquista dos castelos do norte tão rapidamente, é difícil de entender. Bruce não possuía armas de cerco, e é improvável que seu exército tivesse um número tão grande ou estivesse melhor armado do que seus inimigos. A moral e a liderança dos Comyn e de seus aliados do norte pareciam inexplicavelmente enfraquecidas diante do maior desafio que enfrentaram. Em seguida, Bruce cruzou para Argyll e derrotou os isolados MacDougalls (aliados dos Comyn) na Batalha do Passo de Brander, tomando o Castelo Dunstaffnage, o último grande reduto dos Comyn e seus aliados. Bruce então ordenou ataques em Argyle e Kintyre, nos territórios do Clã MacDougall.
Em março de 1309, Bruce realizou seu primeiro parlamento em St. Andrews e, até agosto, controlava toda a Escócia ao norte do rio Tay. No ano seguinte, o clero da Escócia reconheceu Bruce como rei em um concílio geral. O apoio dado a ele pela Igreja, apesar da excomunhão, teve grande importância política. Em 1º de outubro de 1310, Bruce escreveu a Eduardo II da Inglaterra a partir de Kildrum, na paróquia de Cumbernauld, em uma tentativa frustrada de estabelecer paz entre a Escócia e a Inglaterra. Nos três anos seguintes, um castelo ou posto avançado inglês após o outro foi capturado e destruído: Linlithgow em 1310, Dumbarton em 1311, e Perth, por Bruce pessoalmente, em janeiro de 1312. Bruce também fez incursões no norte da Inglaterra e, desembarcando em Ramsey, na Ilha de Man, sitiou o Castelo Rushen em Castletown, conquistando-o em 21 de junho de 1313 e negando aos ingleses a importância estratégica da ilha.
Os oito anos de recusa exaustiva, mas deliberada, em enfrentar os ingleses em condições iguais fizeram com que muitos historiadores considerassem Bruce um dos grandes líderes de guerrilha de todos os tempos. Isso representou uma transformação para alguém criado como um cavaleiro feudal.

### A Batalha de Bannockburn
Em 1314, Robert Bruce já havia reconquistado a maior parte dos castelos na Escócia que estavam sob controle inglês e realizava incursões ao norte da Inglaterra, chegando até Carlisle. Em resposta, Eduardo II planejou uma grande campanha militar com o apoio de Lancaster e de outros barões, reunindo um exército considerável, estimado entre 15 000 e 20 000 homens.
Na primavera de 1314, Eduardo Bruce começou o cerco ao Castelo de Stirling, uma fortificação crucial na Escócia. O governador do castelo, Philip de Mowbray, concordou em se render caso não recebesse reforços até 24 de junho daquele ano. Enquanto isso, em março, James Douglas capturou Roxburgh, e Randolph tomou o Castelo de Edimburgo (Bruce ordenou posteriormente a execução de Piers de Lombard, governador do castelo). Em maio, Bruce realizou outra incursão à Inglaterra e conquistou a Ilha de Man. A notícia do acordo sobre o Castelo de Stirling chegou ao rei inglês no final de maio, levando Eduardo a acelerar sua marcha ao norte, partindo de Berwick para tentar socorrer o castelo. Bruce, com um exército entre 5 500 e 6 500 soldados, em sua maioria lanceiros, preparou-se para impedir os ingleses de alcançar Stirling.
A batalha começou em 23 de junho, quando o exército inglês tentou atravessar a área elevada do riacho Bannock Burn, cercada por terrenos pantanosos. Combates preliminares ocorreram, e Sir Henry de Bohun foi morto em um duelo contra Bruce. No dia seguinte, Eduardo II avançou novamente e encontrou o grosso do exército escocês emergindo das florestas de New Park. Os ingleses, aparentemente, não esperavam que os escoceses lutassem ali e, por isso, mantiveram suas tropas em formação de marcha, e não de combate. Além disso, os arqueiros, que costumavam desorganizar as formações inimigas de lanceiros, estavam posicionados na retaguarda, e não na linha de frente.
A cavalaria inglesa encontrou dificuldades para operar no terreno apertado e foi esmagada pelos lanceiros de Robert Bruce. O exército inglês foi completamente desorganizado, e seus líderes não conseguiram retomar o controle das tropas. Eduardo II foi forçado a fugir do campo de batalha, perseguido de perto pelas forças escocesas, escapando por pouco dos combates mais intensos. O historiador Roy Haines descreve a derrota como uma "calamidade de proporções impressionantes" para os ingleses, que sofreram perdas devastadoras. Após a derrota, Eduardo recuou para Dunbar, de onde viajou de navio para Berwick e, em seguida, para York. Com a ausência de Eduardo, o Castelo de Stirling caiu rapidamente em mãos escocesas.

## Reinado intermediário (1314–1320)

### Confronto com a Inglaterra e o conflito irlandês
Livre das ameaças inglesas, os exércitos da Escócia podiam agora invadir o norte da Inglaterra. Bruce também conseguiu repelir uma expedição inglesa que avançava ao norte da fronteira e liderou incursões em Yorkshire e Lancashire. Impulsionado por seus sucessos militares, Bruce enviou seu irmão, Eduardo, para invadir a Irlanda em 1315. O objetivo era ajudar os senhores irlandeses a repelirem as incursões inglesas em seus reinos e recuperar as terras perdidas para a Coroa. Ele contou com o apoio de Domhnall Ó Néill, rei de Tír Eoghain, que respondeu favoravelmente aos pedidos de aliança. Além disso, Bruce buscava abrir uma segunda frente nos conflitos contínuos com a Inglaterra. Em 1316, Edward chegou a ser coroado como Grande Rei da Irlanda. Mais tarde, Robert levou outro exército para ajudar seu irmão na Irlanda.
Com a invasão, Bruce difundiu uma visão ideológica de uma "Grande Escócia Pan-Gaélica", onde sua linhagem governaria tanto a Irlanda quanto a Escócia. Essa campanha de propaganda foi favorecida por dois fatores. Primeiro, sua aliança matrimonial em 1302 com a família de Burgh, do Condado de Ulster, na Irlanda. Segundo, Bruce, por parte de sua mãe, oriunda de Carrick, era descendente de famílias reais gaélicas tanto na Escócia quanto na Irlanda. Entre seus ancestrais irlandeses estava Aoife de Leinster (falecida em 1188), cuja linhagem incluía Brian Boru, de Munster, e os reis de Leinster. Assim, Bruce tentou legitimar sua visão de uma aliança pan-gaélica entre os povos gaélicos da Escócia e da Irlanda sob seu governo.
Essa ideia fica evidente em uma carta enviada por Bruce aos líderes irlandeses, na qual ele se refere aos escoceses e irlandeses como nostra nacio ("nossa nação"), destacando a língua, os costumes e a herança comuns entre os dois povos:  
| “ | Considerando que nós e vocês, nosso povo e seu povo, livres desde os tempos antigos, compartilhamos a mesma ancestralidade nacional e somos incentivados a nos unir com mais entusiasmo e alegria na amizade por uma língua e por costumes comuns, enviamos a vocês nosso amado parente, portador desta carta, para negociar em nosso nome o fortalecimento permanente e a manutenção inviolável da especial amizade entre nós e vocês, para que, com a vontade de Deus, nossa nação (nostra nacio) possa recuperar sua antiga liberdade. | ” |

A diplomacia funcionou até certo ponto, pelo menos em Ulster, onde os escoceses contaram com algum apoio. O chefe irlandês Domhnall Ó Néill, por exemplo, justificou mais tarde seu apoio aos escoceses ao Papa João XXII, dizendo: "Os reis da Pequena Escócia todos traçam sua linhagem até nossa Grande Escócia e preservam, em certa medida, nossa língua e costumes".
Inicialmente, o exército escoto-irlandês parecia imbatível, derrotando os ingleses repetidamente e destruindo suas cidades. No entanto, os escoceses não conseguiram conquistar o apoio dos chefes fora de Ulster nem obter ganhos significativos no sul da ilha, onde a população não via diferença entre a ocupação inglesa e a escocesa. Esse fracasso foi agravado por uma grande fome que atingiu a Irlanda, dificultando o sustento do exército. Desesperados por suprimentos, os soldados recorreram ao saque e à destruição de vilarejos inteiros, independentemente de serem habitados por ingleses ou irlandeses.
Eventualmente, o exército foi derrotado quando Eduardo Bruce foi morto na Batalha de Faughart. Os Anais Irlandeses da época descreveram a derrota dos Bruces pelos ingleses como uma das maiores realizações para a nação irlandesa, pois trouxe o fim à fome e ao saque que haviam devastado a Irlanda, tanto pelas mãos dos escoceses quanto dos ingleses.

## Últimos anos do reinado (1320–1329)

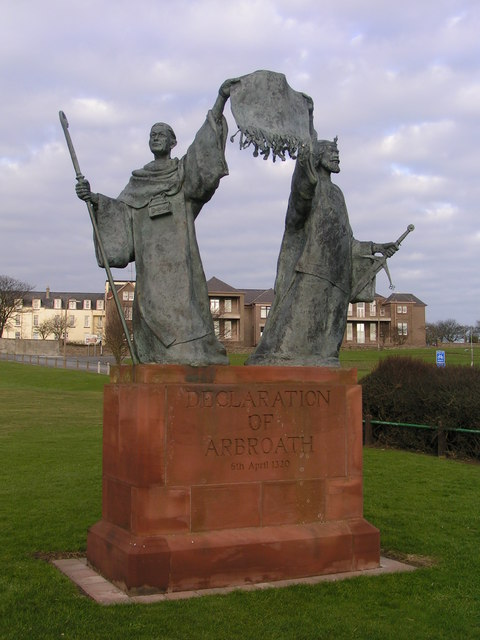
Estátua de Bruce e Bernard of Kilwinning erguendo a Declaração de Arbroath

O reinado de Bruce também contou com importantes conquistas diplomáticas. A Declaração de Arbroath, de 1320, fortaleceu sua posição, especialmente em relação ao Papado, e o Papa João XXII acabou por retirar a excomunhão de Bruce. Em maio de 1328, o rei Eduardo III da Inglaterra assinou o Tratado de Edimburgo-Northampton, que reconheceu a Escócia como um reino independente e Bruce como seu rei.
Em 1325, Roberto I adquiriu terras em Cardross em troca das terras de Old Montrose, em Angus, na Escócia, em um acordo com Sir David Graham. Foi em Cardross que Bruce construiu a casa senhorial que se tornaria sua residência favorita nos últimos anos de seu reinado. Os registros do camareiro de 1328 descrevem uma casa senhorial em Cardross com câmaras para o rei e a rainha, janelas envidraçadas, uma capela, cozinhas, padaria, cervejaria, um aviário para falcões, um jardim medicinal, uma casa de guarda, um fosso protetor e um parque de caça. Também havia um cais e uma área para atracar e encalhar o *coble* do rei (uma embarcação de pesca), além de um "grande navio do rei".
Como a maioria dos grandes castelos reais da Escócia continental permanecia em estado de ruína desde cerca de 1313–1314, a mansão de Cardross pode ter sido construída como uma residência modesta, em respeito às dificuldades enfrentadas pelos súditos de Robert durante uma longa guerra, fome recorrente e pandemias de gado. Antes de Cardross se tornar habitável, em 1327, a residência principal de Roberto era o Palácio de Scone.
Roberto sofria de uma grave doença desde pelo menos 1327. As Crônicas de Lanercost e Scalacronica afirmam que o rei teria contraído lepra e morrido em decorrência da doença. Jean Le Bel também relatou que, em 1327, o rei era vítima de la grosse maladie, termo geralmente interpretado como lepra. No entanto, no século XIV, o uso do termo "lepra" era bastante impreciso e frequentemente utilizado para descrever qualquer doença grave de pele.
A primeira menção a essa enfermidade aparece em uma carta original escrita por uma testemunha ocular em Ulster, na época em que o rei firmou uma trégua com Sir Henry Mandeville, em 12 de julho de 1327. O autor da carta relatou que Robert estava tão debilitado e abatido pela doença que "não viveria muito, pois mal consegue mover algo além da língua". No entanto, nenhum dos relatos sobre os últimos anos do rei, escritos por pessoas que conviveram com ele, menciona sinais de problemas na pele.
John Barbour, por exemplo, atribuiu a doença do rei a uma dormência causada pelo frio que ele enfrentou durante os meses de vagância entre 1306 e 1309. Outras hipóteses sugerem que Robert poderia ter sofrido de eczema, tuberculose, sífilis, doença do neurônio motor, câncer ou uma série de AVCs. Não há evidências claras sobre o que o próprio rei ou seus médicos acreditavam ser sua enfermidade. Também não há registro de qualquer tentativa, nos últimos anos de sua vida, de isolá-lo do convívio com amigos, familiares, cortesãos ou diplomatas estrangeiros.
Em outubro de 1328, o Papa finalmente suspendeu o interdito sobre a Escócia e a excomunhão de Bruce. A última viagem do rei parece ter sido uma peregrinação ao santuário de São Niniano, em Whithorn, possivelmente em busca de uma cura milagrosa ou para fazer as pazes com Deus. Acompanhado por Moray, Roberto partiu de sua mansão em Cardross para Tarbert em seu "grande navio". De lá, seguiu para a Ilha de Arran, onde celebrou o Natal de 1328 no salão de Glenkill, próximo a Lamlash.
Depois, navegou para o continente para visitar seu filho e sua nora, ambos ainda crianças, que estavam residindo no Castelo de Turnberry, a sede do condado de Carrick e antiga residência principal de Roberto. Ele seguiu por terra, sendo carregado em uma liteira, até Inch, em Wigtownshire. Ali, construíram-se abrigos e levaram suprimentos, sugerindo que o estado de saúde do rei havia piorado. No final de março de 1329, Robert estava hospedado na Abadia de Glenluce e em Monreith, de onde visitou a Caverna de São Niniano. No início de abril, chegou ao santuário de São Ninian, em Whithorn. Ele jejuou por quatro ou cinco dias e orou ao santo antes de retornar, por mar, para Cardross.
Barbour e outras fontes relatam que Bruce convocou seus prelados e barões para seu leito de morte para um último conselho, no qual fez generosos donativos a casas religiosas, distribuiu prata para fundações religiosas de várias ordens, para que rezassem por sua alma, e se arrependeu por não ter cumprido o voto de participar de uma cruzada para lutar contra os "sarracenos" na Terra Santa. O último desejo de Bruce refletia uma piedade convencional e talvez tenha sido uma maneira de perpetuar sua memória.
Após sua morte, seu coração deveria ser removido de seu corpo e, acompanhado por uma comitiva de cavaleiros liderada por Sir James Douglas, levado em peregrinação até a Igreja do Santo Sepulcro, em Jerusalém, antes de ser enterrado na Abadia de Melrose, após seu retorno da Terra Santa. Ele disse:
| “ | Eu ordeno que, assim que eu partir deste mundo, retirem meu coração do meu corpo, embalsamem-no e peguem da minha fortuna o que acharem suficiente para essa missão, tanto para vocês quanto para a companhia que escolherem levar, e apresentem meu coração ao Santo Sepulcro, onde nosso Senhor esteve, já que meu corpo não pode ir até lá. | ” |

Bruce também providenciou o financiamento de missas perpétuas pela sua alma na capela de Saint Serf, em Ayr, no mosteiro dominicano de Berwick, e também na Abadia de Dunfermline.

## Morte

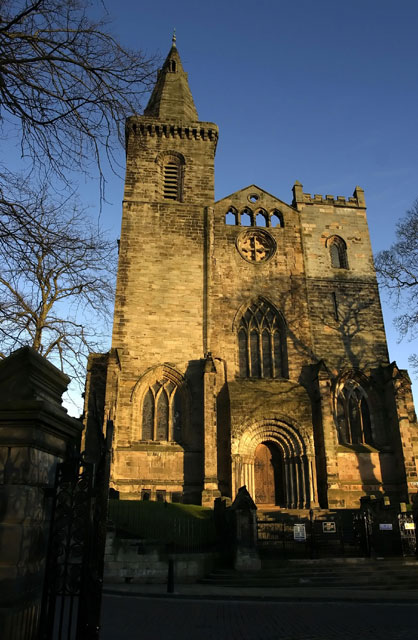
Rei Roberto I está sepultado na Abadia de Dunfermline.

Bruce faleceu em 7 de junho de 1329, na Mansão de Cardross, perto de Dumbarton. Embora não tenha cumprido o voto de participar de uma cruzada, morreu plenamente realizado, pois o objetivo de toda a sua luta de vida, o reconhecimento absoluto do direito dos Bruce ao trono, havia sido alcançado. Ele também estava confiante de que deixava o reino da Escócia em boas mãos, sob a liderança de seu mais confiável tenente, Moray, até que seu filho pequeno atingisse a maioridade. Seis dias após sua morte, para completar ainda mais seu triunfo, o Papa emitiu bulas papais concedendo o privilégio da unção na coroação dos futuros reis da Escócia.
Ainda não se sabe ao certo o que causou a morte de Roberto, um mês antes de seu 55º aniversário. As acusações contemporâneas de que Robert teria lepra, a "doença impura", conhecida atualmente como a doença de Hansen, vieram de cronistas ingleses e da região de Hainaut. Nenhum dos relatos escoceses sobre sua morte sugere lepra. Penman afirma que é muito difícil aceitar a ideia de que Roberto Bruce, um rei ativo, participando de batalhas, realizando atos de senhorio, convocando parlamento e corte, viajando amplamente e gerando vários filhos, poderia estar exibindo os sintomas infecciosos de um leproso. Além das sugestões de eczema, tuberculose, sífilis, doença do neurônio motor, câncer ou AVC, também foi sugerido que uma dieta rica em alimentos da corte pode ter sido um fator que contribuiu para a morte de Roberto. Seu médico milanês, Maino De Maineri, chegou a criticar o consumo de enguias pelo rei, considerando perigoso para sua saúde à medida que envelhecia.
Uma equipe de pesquisadores, liderada pelo professor Andrew Nelson, da Universidade de Western Ontario, determinou que Robert, na verdade, não tinha lepra. Eles examinaram a réplica original do crânio pertencente ao descendente de Robert, Lord Andrew Douglas Alexander Thomas Bruce, e um osso do pé que não havia sido reenterrado. Eles concluíram que o crânio e o osso do pé não apresentavam sinais de lepra, como a espinha nasal erodida ou marcas no osso do pé.

### Sepultamento
O corpo do rei foi embalsamado, e seu esterno foi aberto para permitir a remoção do coração, que Sir James Douglas colocou em um relicário de prata para ser usado em uma corrente ao redor do pescoço. As vísceras de Robert foram enterradas na capela de Saint Serf (as ruínas da qual estão localizadas no atual Levengrove Park, em Dumbarton), seu local regular de culto e próximo à sua mansão na antiga paróquia de Cardross.
O corpo do rei foi transportado para o leste, vindo de Cardross em uma carruagem adornada com pano preto, com paradas registradas em Dunipace e na Abadia de Cambuskenneth. O funeral foi um grande evento, com 478 pedras (cerca de 3 040 kg) de cera adquiridas para a fabricação de velas funerárias. Uma fila de enlutados a pé, incluindo Roberto II da Escócia e vários cavaleiros vestidos com mantos negros, acompanhou o cortejo até a Abadia de Dunfermline. Um dossel funerário de madeira báltica importada foi colocado sobre o túmulo. O corpo de Roberto I, em um caixão de madeira, foi então sepultado dentro de uma abóbada de pedra sob o piso, sob um túmulo de caixa de mármore branco italiano comprado em Paris por Thomas de Chartres depois de junho de 1328.
Um pedestal de mármore preto de Frosterley coroava essa estrutura, e em cima dele estava uma efígie de alabastro de Robert I, com xale branco, pintada e dourada. O seguinte epitáfio em latim foi inscrito ao redor do topo do túmulo: Hic jacet invictus Robertus Rex benedictus qui sua gesta legit repetit quot bella peregit ad libertatem perduxit per probitatem regnum scottorum: nunc vivat in arce polorum ("Aqui jaz o invencível e abençoado Rei Roberto / Quem ler sobre suas façanhas repetirá as muitas batalhas que ele lutou / Por sua integridade ele guiou o Reino da Escócia à liberdade: Que agora ele viva no Céu").
Dez fragmentos de alabastro do túmulo estão em exibição no Museu Nacional da Escócia, e ainda há vestígios de douramento em alguns deles. Robert havia deixado fundos suficientes para pagar milhares de missas fúnebres na Abadia de Dunfermline e em outros lugares, e seu túmulo seria, assim, o local de orações votivas diárias.
Quando uma cruzada internacional planejada não se concretizou, Sir James Douglas e sua comitiva, escoltando o relicário contendo o coração de Bruce, partiram para a Espanha, onde Afonso XI de Castela estava organizando uma campanha contra o reino mouro de Granada. De acordo com John Barbour, Douglas e seus companheiros, incluindo Sir William de Keith, Sir William St. Clair de Rosslyn e os irmãos Sir Robert Logan de Restalrig e Sir Walter Logan, foram calorosamente recebidos pelo rei Afonso. Em agosto de 1330, o contingente escocês fez parte do exército castelhano que sitiava o castelo fronteiriço de Teba. Em circunstâncias que ainda são discutidas, Sir James e a maioria de seus companheiros foram mortos. As fontes concordam que, em menor número e separados do exército cristão principal, um grupo de cavaleiros escoceses liderados por Douglas foi superado e dizimado. John Barbour descreve como os membros sobreviventes da comitiva recuperaram o corpo de Douglas juntamente com o relicário contendo o coração de Bruce. O coração, juntamente com os ossos de Douglas, foi então trazido de volta à Escócia.
O último desejo de Bruce era que, quando ele falecesse, seu coração fosse retirado e levado à Terra Santa. No entanto, o coração nunca chegou lá, pois todas as tentativas de levá-lo falharam. Então, o coração foi trazido de volta à Escócia, onde foi enterrado, em um recipiente de chumbo, na Abadia de Melrose, em Roxburghshire. Em 1920, o coração foi descoberto por arqueólogos e reenterrado, mas o local não foi marcado. Em 1996, um caixão foi desenterrado durante trabalhos de construção. Estudo científico realizado pelos arqueólogos da AOC, em Edimburgo, demonstrou que ele de fato continha tecido humano e tinha a idade apropriada. Em 1998, o coração foi reenterrado na Abadia de Melrose, conforme o último desejo do rei.